# Зангелан
Зангелан (азерб. Zəngilan, Зәнгилан), інколи Ковсакан (вірм. Կովսական, Kovsakan) — місто в Азербайджані, адміністративний центр Зангеланського району Азербайджану. Місто стоїть на річці Вохчі, на нині закритій залізниці Капан — Міджнаван.

## Клімат
Місто знаходиться у зоні, котра характеризується вологим субтропічним кліматом. Найтепліший місяць — липень із середньою температурою 26.1 °C (79 °F). Найхолодніший місяць — січень, із середньою температурою -0.3 °С (31.5 °F).
| Клімат Зангелана        | Клімат Зангелана | Клімат Зангелана | Клімат Зангелана | Клімат Зангелана | Клімат Зангелана | Клімат Зангелана | Клімат Зангелана | Клімат Зангелана | Клімат Зангелана | Клімат Зангелана | Клімат Зангелана | Клімат Зангелана | Клімат Зангелана |
| Показник                | Січ.             | Лют.             | Бер.             | Квіт.            | Трав.            | Черв.            | Лип.             | Серп.            | Вер.             | Жовт.            | Лист.            | Груд.            | Рік              |
| Середня температура, °C | −0,3             | 1,4              | 6,4              | 12,9             | 17,4             | 22,2             | 26,1             | 25,1             | 21,2             | 14,7             | 8,1              | 3                | 13,2             |
| Норма опадів, мм        | 25.2             | 28.8             | 49.4             | 57               | 71.7             | 53.9             | 24.5             | 26.5             | 40               | 55.9             | 38.9             | 27.9             | 499.7            |
| Днів з опадами          | 6,6              | 6,8              | 8,9              | 9,1              | 10,8             | 6                | 2,5              | 2,6              | 3,5              | 7,3              | 6                | 5,9              | 76               |
| Вологість повітря, %    | 69.7             | 68.9             | 64.1             | 58.5             | 56.2             | 48.8             | 42.3             | 44.4             | 48.6             | 57.8             | 64.4             | 68.4             | 57.7             |
| ----------------------- | ---------------- | ---------------- | ---------------- | ---------------- | ---------------- | ---------------- | ---------------- | ---------------- | ---------------- | ---------------- | ---------------- | ---------------- | ---------------- |
| Джерело: Weatherbase    |                  |                  |                  |                  |                  |                  |                  |                  |                  |                  |                  |                  |                  |

## Історія
Засноване як невелике селище, 1967 року отримало статус міста. Тоді ж розпочався подальший розвиток і люди з інших частин Азербайджанської РСР почали оселятися в місті. 1993 місто і район були окуповані Армією Оборони Нагірного Карабаху.
20 жовтня 2020 було звільнено військами Азербайджану під час нового етапу війни в Нагірному Карабасі.

## Галерея

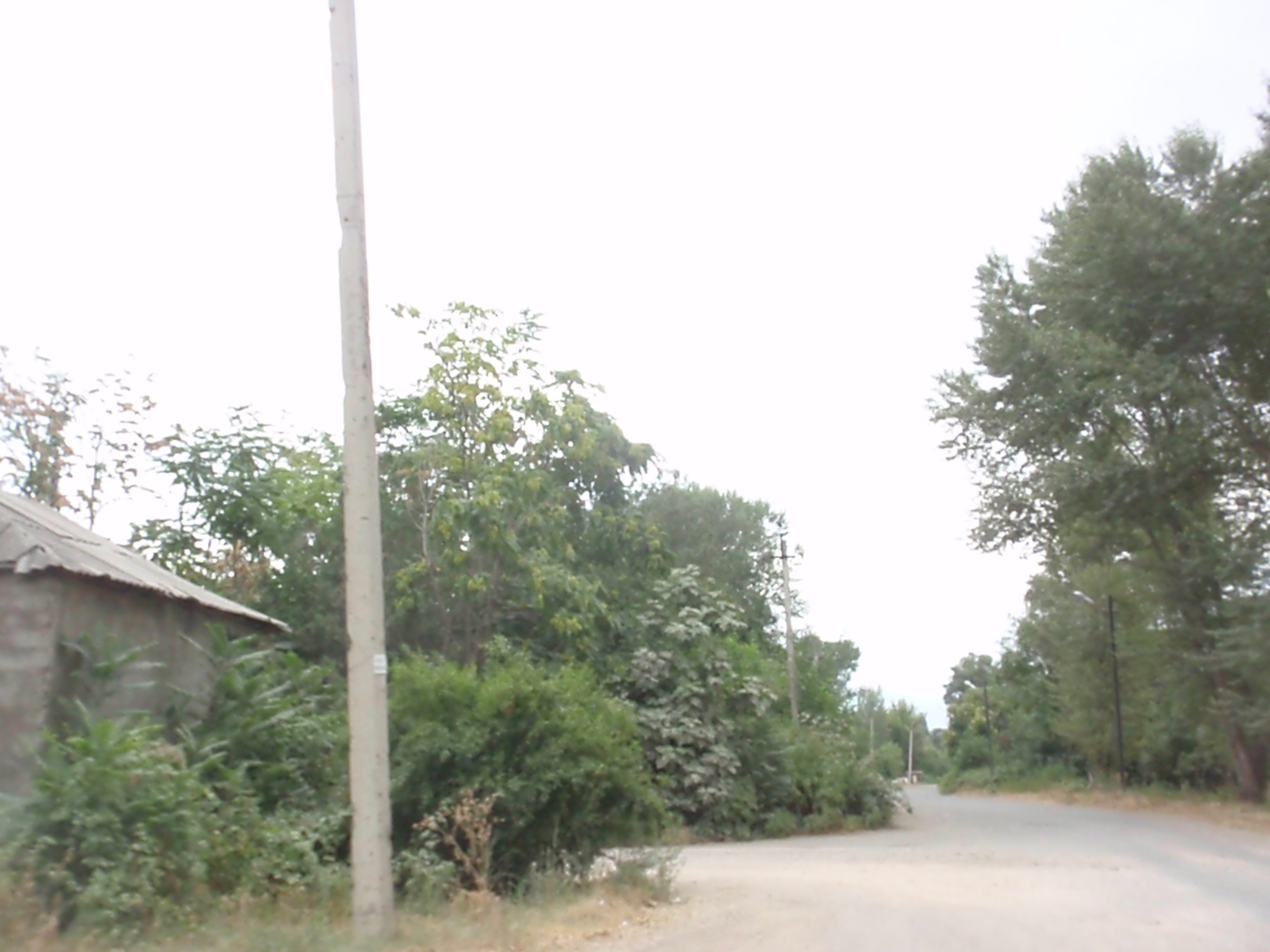
Одна з міських вулиць
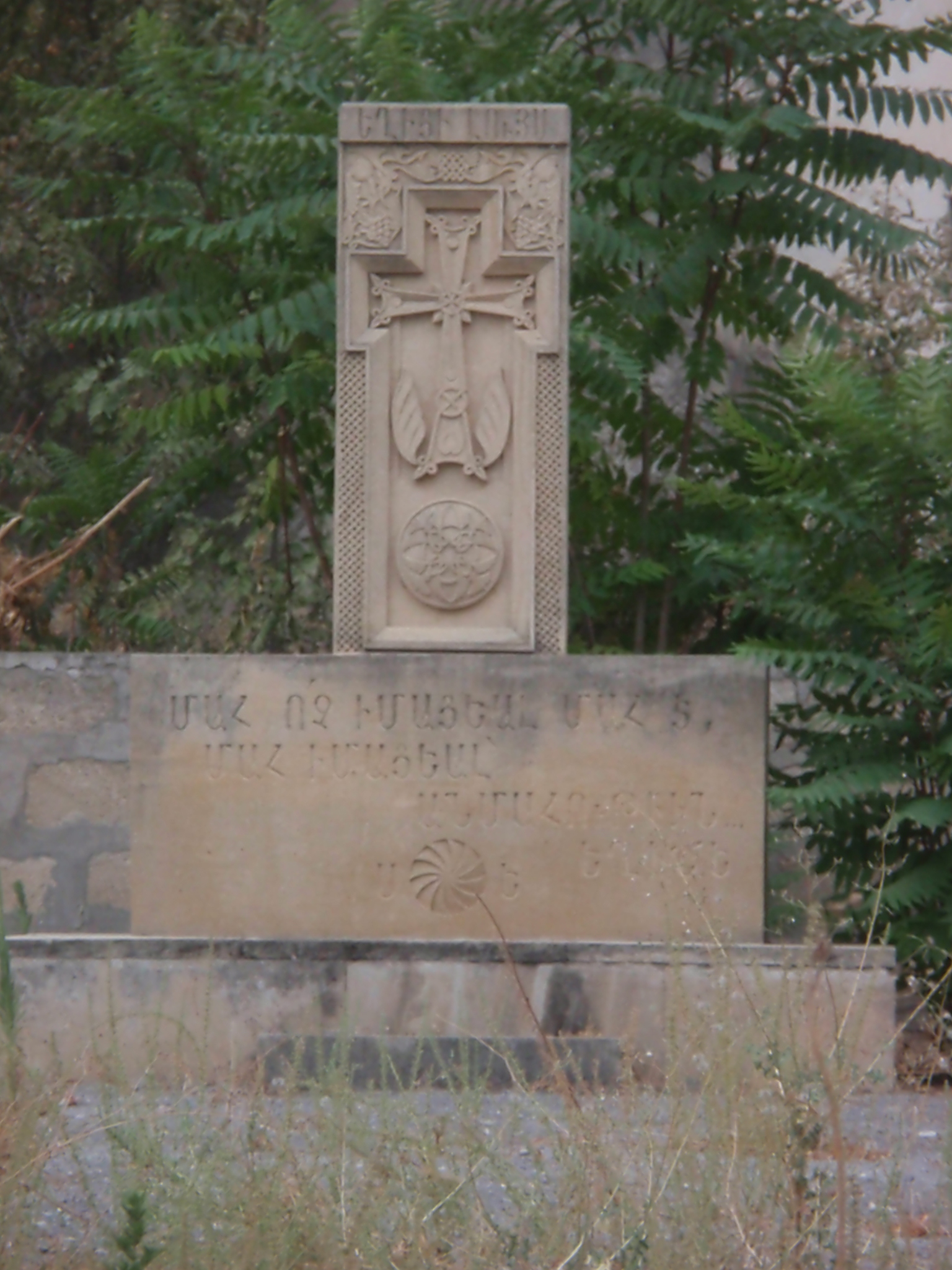
Новий хачкар
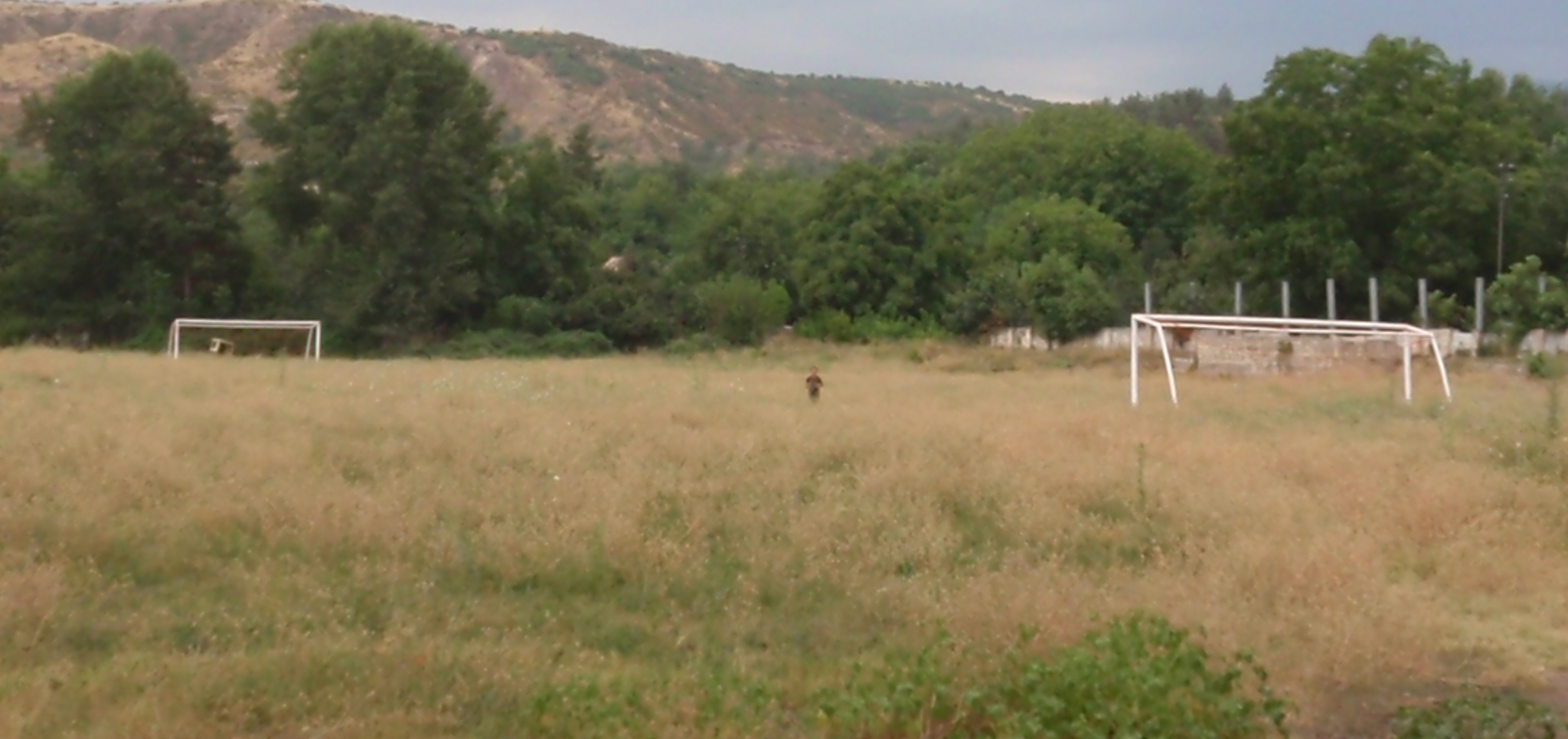
Футбольне поле
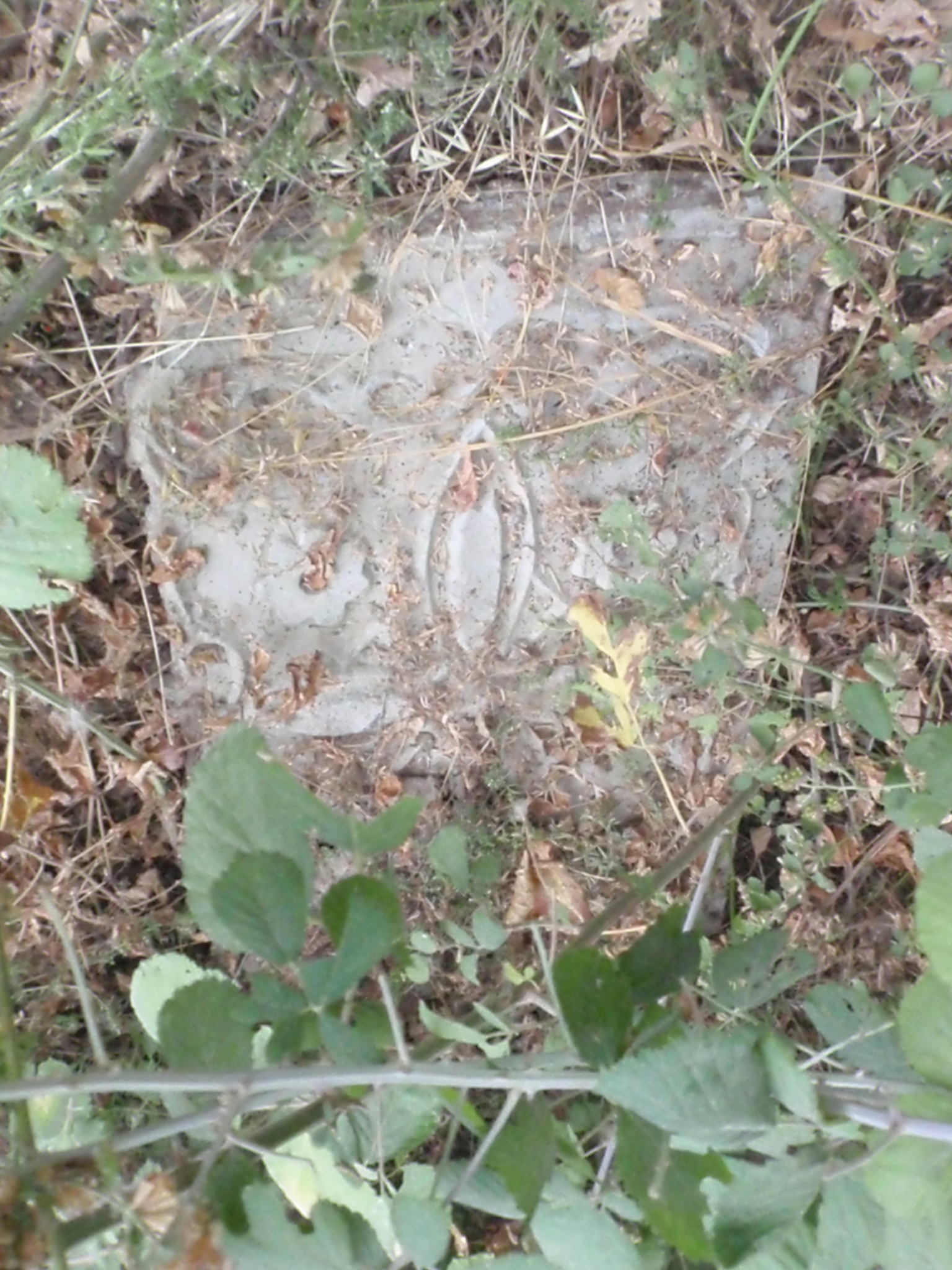
Старий хачкар
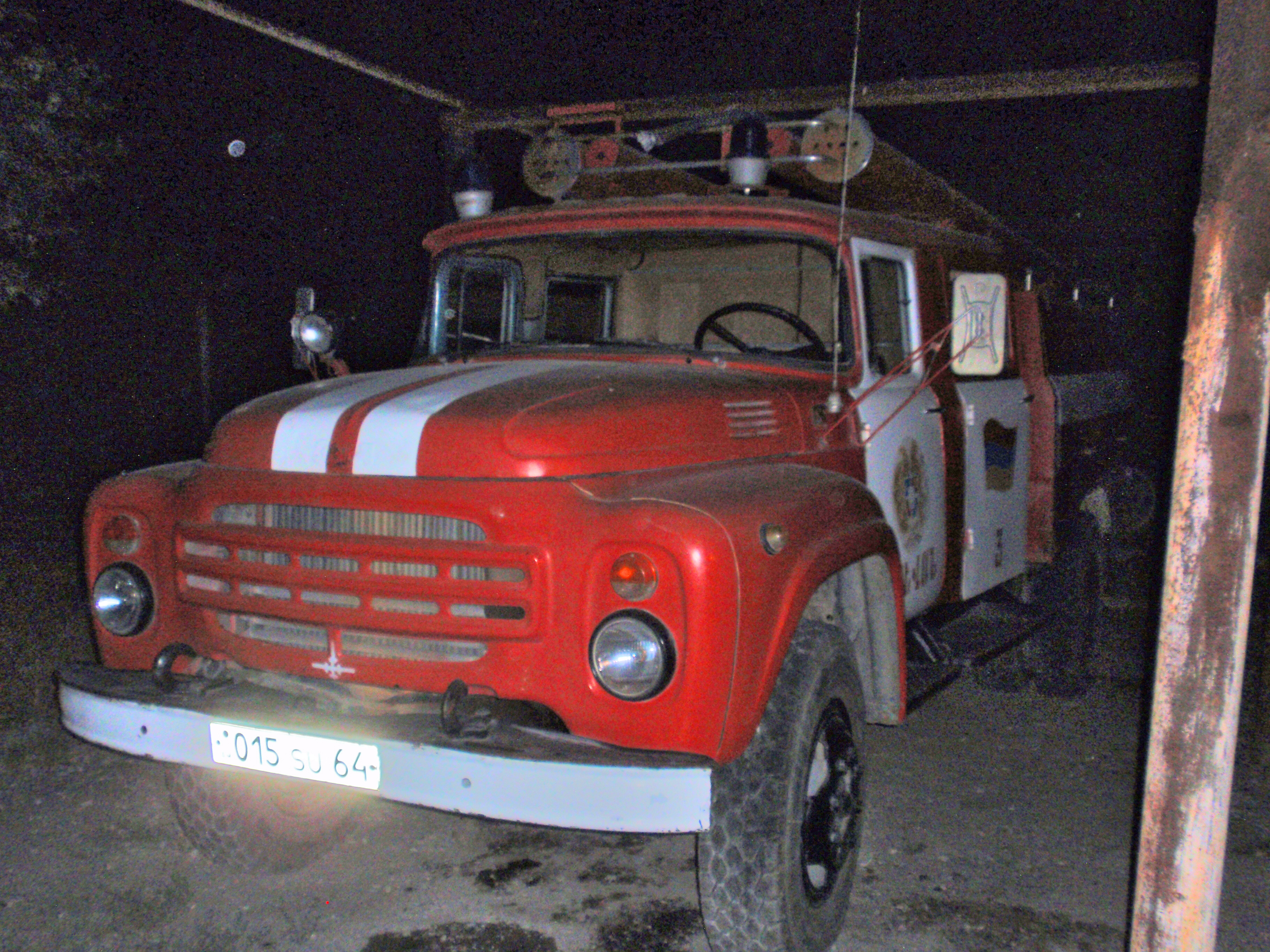
Пожежна машина на пожежній станції (вночі)